# Chau Chak Wing Museum

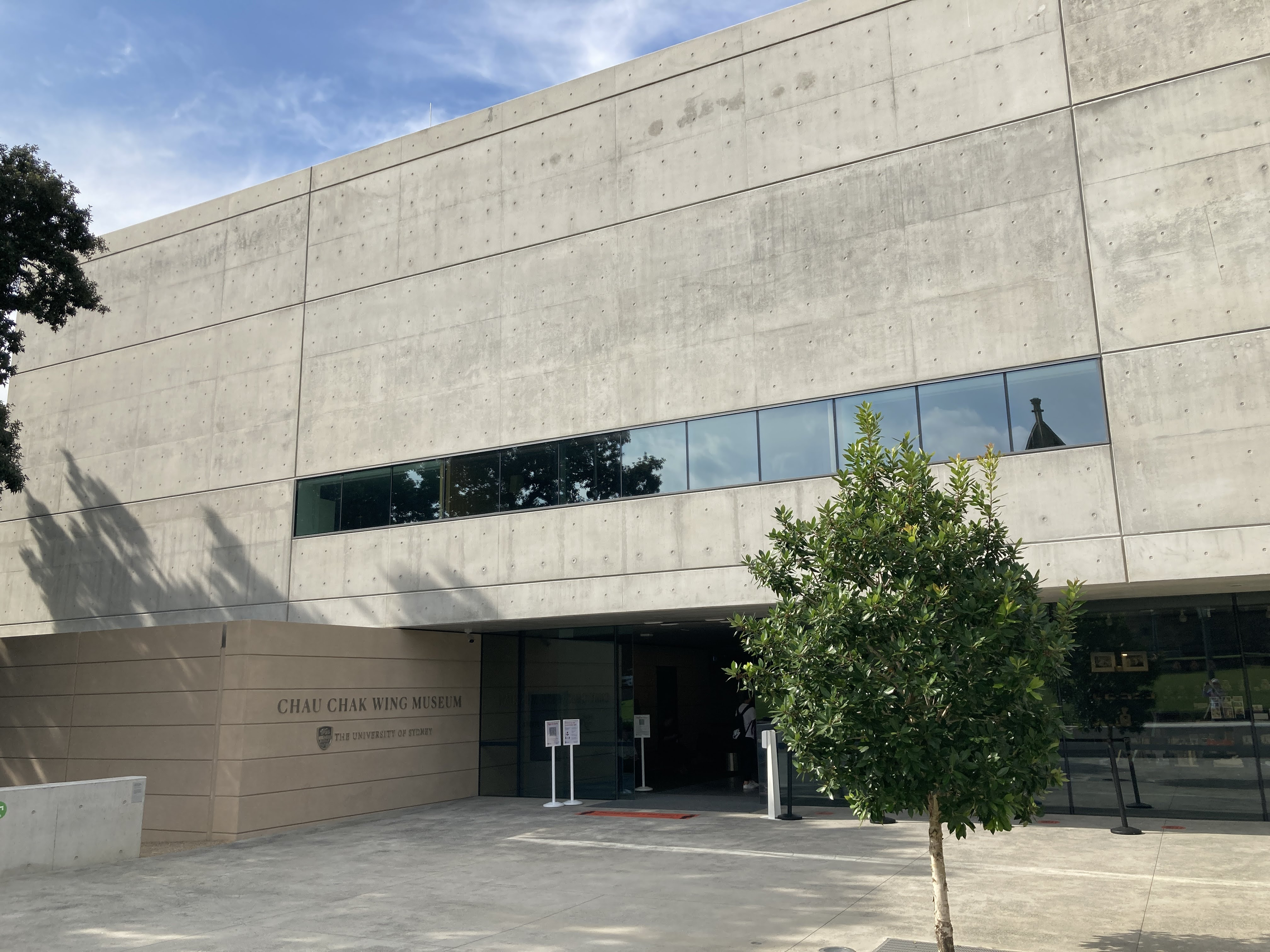
Chau Chak Wing Museum, 2021

Das Chau Chak Wing Museum ist ein Museum der Universität Sydney, das 2021 eröffnet wurde. Benannt ist es nach dem in China geborenen Geschäftsmann und Mäzen Chau Chak Wing, der den Neubau zu wesentlichen Teilen finanziert hat. Es widmet sich den Themen Kunst, Wissenschaft, Geschichte und Ethnologie.

## Architektur und Ausstellungsbereiche
Das Museumsgebäude im Nordosten des Universitätscampus wurde durch das Architekturbüro Johnson Pilton Walker entworfen. Bei der Planung des Baus, der in einer Naturschutzzone liegt, wurde der historische Baumbestand mit einbezogen.
Das Chau Chak Wing Museum verdreifacht mit einer Fläche von 2000 Quadratmetern die bisher an mehreren Einzelstandorten verfügbare Ausstellungsfläche. 70 Prozent der ausgestellten Objekte waren seit über 20 Jahren nicht mehr öffentlich gezeigt worden.

## Sammlungen
Das Museum dient dem Zweck, die umfangreichen Sammlungen der Universität Sydney, die zu den ältesten Australiens gehören und die bis dato in verschiedenen Gebäuden untergebracht waren, dauerhaft und unter einem Dach der Öffentlichkeit zu präsentieren. Es vereint verschiedene Sammlungen in einer multidisziplinären Institution.
Finanziert wurde der Neubau durch eine Schenkung von 15 Millionen Dollar des Unternehmers Chau Chak Wing (* 1949). sowie durch weitere Schenkungen u. a. der Nelson Meers Foundation und der Architektin Penelope Seidler (* 1938).
Die Geschichte der Sammlungen begann mit der Stiftung von Antiken aus Italien und Ägypten durch Charles Nicholson (1808–1903) im Jahr 1860. 1870 enthielt diese Sammlung über 3000 Gegenstände. Die Bestände wuchsen seitdem ständig weiter, und die Themen verbreiterten sich. Sie umfassen gegenwärtig (Stand 2022) außer der Nicholson-Sammlung (der umfangreichsten Sammlung antiker Kunst auf der Südhalbkugel der Erde) die Macleay-Sammlungen für Naturgeschichte, Ethnographie, Wissenschaft und historische Fotografie sowie die Kunstsammlung der Universität. Die Ausstellungsthemen reichen somit von Zeugnissen des antiken Rom, Griechenlands und Ägyptens bis hin zur Kunst der Aborigines. Dazu kommen Werke führender Künstler des 18. bis 21. Jahrhunderts.

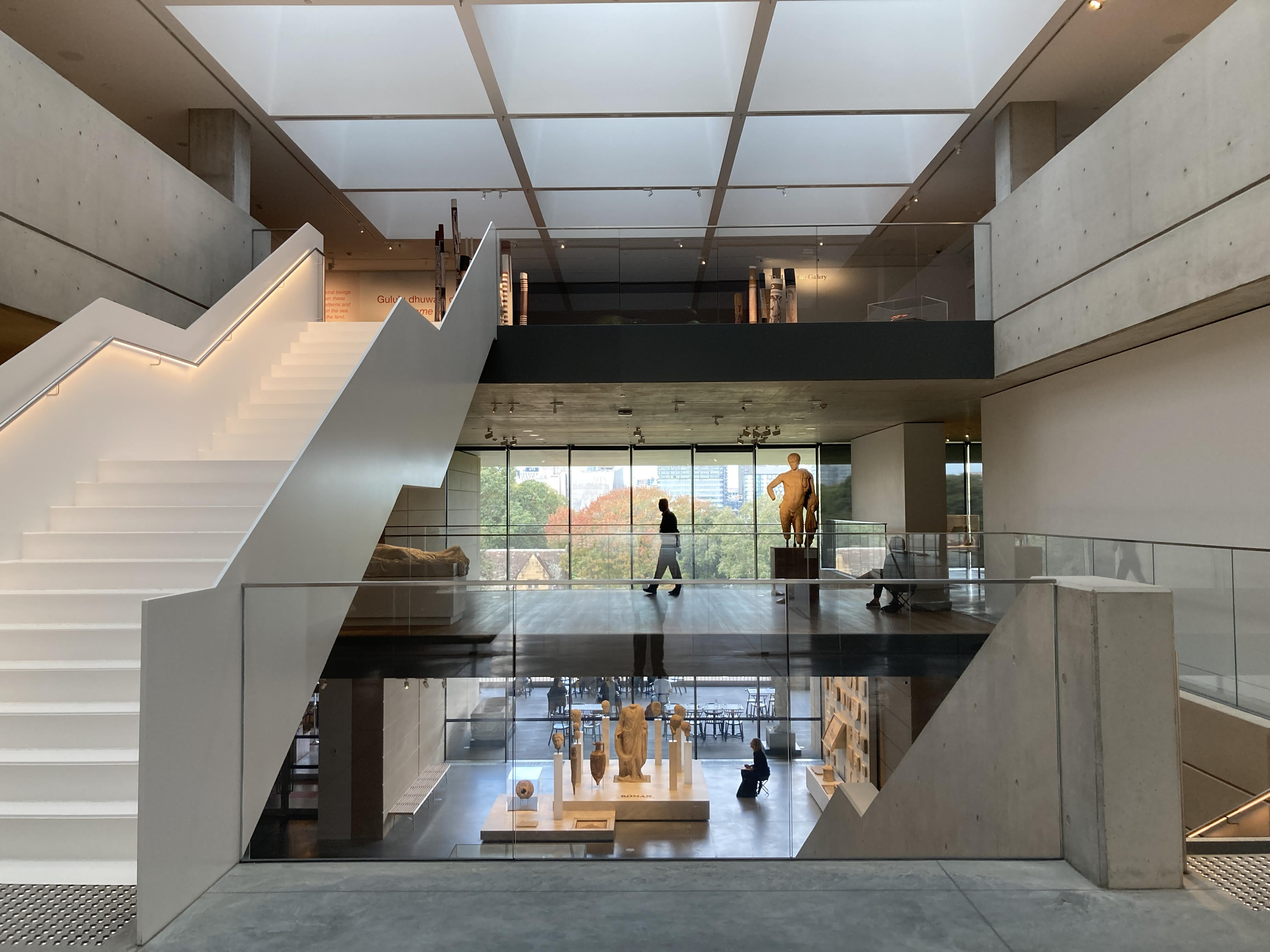
Chau Chak Wing Museum – Artefakte aus dem Mittelmeerraum

### Die Nicholson Collection
Die Sammlung umfasst über 30 000 archäologische Objekte und Artefakte aus dem Alten Ägypten, dem Mittelmeerraum und dem Nahen Osten von der Steinzeit bis ins späte Mittelalter. Seit der Stiftung durch Charles Nicholson wurde die Sammlung kontinuierlich durch Schenkungen, Zustiftungen und ein öffentliches Förderprogramm erweitert. Gefördert wurden u. a. archäologische Ausgrabungen bei Jericho im Westjordanland und in Amarna und Bubastis in Mittel- und Unterägypten, in Pella in Jordanien sowie in Myrtou-Pigadhes und Nea Paphos in Zypern.
Allein die Zypern-Abteilung hat sich aus kleinsten Anfängen unter den Kuratoren William J. Woodhouse (Kurator von 1903 bis 1937) und James Stewart (Kurator von 1957 bis 1962) zu einer herausragenden Spezialsammlung entwickelt, die die Zeit vom Neolithikum, die klassische Antike, die Römerzeit bis ins Mittelalter abdeckt mit Keramik, Skulpturen, Glas und Bronzen.
Kataloge der Nicholson Collection
- Karin N. Sowada, Boyo G. Ockin: Egyptian Art in the Nicholson Museum, Sydney. Meditarch 2012, ISBN 978-0-9580265-1-2
- Colin E. Pitchfork: The Jon Hosking collection of Ptolemaic coins. Sydney : Nicholson Museum, University of Sydney, 2000, ISBN 0-646-39589-0
- Louisa Macdonald: Catalogue of the Greek and Etruscan vases and of the Greek and Roman lamps in the Nicholson Museum, University of Sydney. W. Brooks, Sydney, 1898, online im Internet Archive.
- Jennifer Webb: Cypriote antiquities in the Nicholson Museum at the University of Sydney. Jonsered, Paul Åströms Förlag, 2001, ISBN 91-7081-136-9

### University Macleay Collections
Die Macleay Collection ging aus einer Schenkung durch William J. Macleay an die Universität Sydney hervor. Die Sammlung war im 19. Jahrhundert von Macleays Onkel Alexander Macleay, dessen Sohn William Sharp Macleay und von ihm selbst angelegt und kontinuierlich erweitert worden. Ihre Basis war eine entomologische Sammlung, die Alexander Macleay bei seiner Auswanderung aus England nach Australien mitgebracht hatte. Sie wurde wesentlich erweitert durch die  Ausbeute der Chevert Expedition von 1875 nach Neuguinea und die Torres-Strait mit rund 1000 Vögeln, 800 Fischarten sowie Reptilien, Insekten, Mollusken, Pflanzen und diversen ethnologischen Objekten.
Die Wissenschaftsgeschichte Australiens wird zudem dokumentiert durch eine Sammlung wissenschaftlicher Instrumente und Apparate, speziell in den Disziplinen Chemie, Physik und Geophysik, sowie in den Bereichen Biologie und Ingenieurwesen.
Die Sammlung historischer Fotos der Macleay Collection dokumentiert das Leben in Australien und im Pazifik seit den späten 1840er Jahren bis in die Mitte des 20. Jahrhunderts. Gleichzeitig dokumentiert sie – zusammen mit einer Sammlung von Kameras und technischen Ausrüstungen – die Entwicklung der Fotografie in diesem Zeitraum.
In über 10 000 Fotos wird das Leben der Aborigines, der Bewohner der Torres Strait und der Inseln des Pazifik im späten 19. und frühen 20. Jahrhundert dokumentiert.

### Kunstsammlung
Die University Art Collection umfasst über 8000 Gemälde, Skulpturen und Keramiken. Auch die Kunstsammlung des Museums geht auf eine Schenkung Nicholsons von 30 europäischen Gemälden, Tapisserien und Skulpturen im Jahr 1865 zurück.
Einer der Schwerpunkte der Kunstsammlung ist die zeitgenössische Kunst Australiens und die Kunst der Aborigines. Ein weiterer Sammelbereich ist die Kunst Ostasiens. Neben einer kleinen Sammlung von Keramiken handelt es sich vor allem um chinesische und japanische Druckgrafik vom Ende des 19. Jahrhunderts bis in die Gegenwart.